# ペトロス7世 (アレクサンドリア総主教)
ペトロス7世 (Πέτρος Ζ΄、1949年9月3日 - 2004年9月11日)は、正教会のアレクサンドリアのパパ・総主教（在位：1997年 - 2004年）。

## 略歴
ペトロスはキプロスのキレニア地区（Επαρχία Κερύνειας）のシハリ（Σίχαρι）にペトロス・パパペトル（Πέτρος Παπαπέτρου）の名で生まれた。総主教に選ばれる前は輔祭・司祭として奉職し、1983年に主教に叙聖されていた。前任者のパルセニオス3世と緊密な協調関係にあり、1996年のパルセニオス3世の永眠後、1997年2月21日の聖シノドにおける選挙を経て、3月9日にアレクサンドリア総主教に着座、その後継となった。総主教としての在位は7年に亘った。
在位期間中にはケニア、ウガンダ、マダガスカル、カメルーンをはじめとした全アフリカ大陸における伝道活動の活性化に尽力した事が特筆される。
ペトロス7世はギリシャのアトス山に向かっていたヘリコプターがエーゲ海に墜落した事故により事故死した。この時の同乗者16人の中にはアレクサンドリア教会の3人の主教（カルタゴ府主教フリソストモス、ペルシウム府主教イリネオス、マダガスカル主教ネクタリオス）が含まれていた。事故原因は依然不明である。